# Kolonia Dziecinów
Kolonia Dziecinów (prononciation : [kɔˈlɔɲja d͡ʑɛˈt͡ɕinuf]) est un hameau polonais du village de Dziecinów de la gmina de Sobienie-Jeziory dans le powiat d'Otwock de la voïvodie de Mazovie dans le centre-est de la Pologne.
Il se situe à environ 6 kilomètres au nord de Sobienie-Jeziory (siège de la gmina), 16 km au sud d'Otwock (siège du powiat) et à 35 km au sud-est de Varsovie (capitale de la Pologne).
Le village compte approximativement une population de 15 habitants.

## Histoire
De 1975 à 1998, le village appartenait administrativement à la voïvodie de Siedlce.